# Vulcano Ulawun
Il vulcano Ulawun, o Ulawan è uno tra i più pericolosi vulcani al mondo (si trova al 12º posto). Si trova in Papua Nuova Guinea nella Nuova Britannia. Dal 1700 ad oggi sono state registrate decine di eruzioni; la più recente è stata registrata nel 2019.